# Aulaconotus szetschuanus
Aulaconotus szetschuanus är en skalbaggsart som beskrevs av Stefan von Breuning 1968. Aulaconotus szetschuanus ingår i släktet Aulaconotus och familjen långhorningar. Inga underarter finns listade.